# Ulleungdo
Ulleungdo ([ulːɯŋdo], Hangeul: 울릉도, Hanja: 鬱陵島, Revidiert: Ulleungdo, McCune-R.: Ullŭngdo, westlicher Name: Dagelet) ist eine südkoreanische Insel im Japanischen Meer.

## Geographie
Ulleungdo liegt etwa 120 Kilometer vom Festland der Koreanischen Halbinsel und 90 Kilometer von den Liancourt-Felsen entfernt. Sie ist vulkanischen Ursprungs und daher felsig und besitzt schroffe Küsten. Neben der Fischerei – unter anderem auf Tintenfische – ist der Tourismus der Haupterwerbszweig.
Der Hauptort der Insel ist die Hafenstadt Dodong im Südosten, in der auch die Fähren zum Festland anlegen. Der höchste Punkt der Insel ist der Seonginbong mit einer Höhe von 984 m, die Fläche beträgt etwa 73,15 km², auf denen etwa 10.000 Menschen leben.

## Verwaltung
Die Insel bildet das Hauptgebiet des Landkreises Ulleung. Zum Landkreis gehören noch die Nebeninseln, sowie – nach südkoreanischer Auffassung – die Liancourt-Felsen. Der Landkreis gehört zur Provinz Gyeongsangbuk-do und gliedert sich in drei Gemeinden, die weiter in Dörfer (ri) untergliedert sind.

## Geschichte
Archäologische Funde deuten darauf hin, dass die Insel seit dem 1. Jahrtausend v. Chr. besiedelt ist. Der erste nachgewiesene schriftliche Hinweis auf Ulleungdo findet sich in den Samguk Sagi aus dem Jahre 1145. Laut diesem habe der General Ichan Isabu (kor. 이찬 이사부, Hanja 伊澯 異斯夫) aus Silla im Jahre 512 die Insel erobert, die zuvor das selbstständige Reich von Usan-guk bildete.
Sie blieb allerdings nicht bei Silla und wurde erst im Jahr 930 endgültig Teil Koreas, als es vom Reich Goryeo annektiert wurde. Im 11. Jahrhundert wurde die Insel von Raubzügen durch Piraten der Jurchen, sowie im 14. Jahrhundert von Wokou-Piraten heimgesucht. Nach einem Konflikt mit Japan um Fischereirechte um 1690 begann die Joseon-Dynastie, die mittlerweile die Herrschaft übernommen hatte, mit einer Politik der „leeren Insel“, die aber nie völlig durchgesetzt werden konnte. Erst 1881 wurde diese offiziell beendet und wieder Siedler auf die Insel geschickt.

## Natur
In der Pflanzenwelt besitzt die Insel mehrere endemische Arten, darunter etwa Fagus multinervis, Sorbus ulleungensis, Lilium hansonii und Riesen-Leberblümchen.

## Tourismus
Zu den wichtigsten touristischen Aktivitäten gehören Wandern und Fischen. Es finden regelmäßige Bootstouren statt, die ausgehend von Dodong die Küste der Insel umfahren und auf denen die vielfältigen Felsformationen der Insel sowie die Insel Jukdo vorgestellt werden. Zu den weiteren bekannteren touristischen Stätten zählen der Seonginbong und die Bongnae-Wasserfälle.